# Los millones de Polichinela
Los millones de Polichinela es una película española de 1941 dirigida por Gonzalo Delgrás y protagonizada por Marta Santaolalla, Luis Peña y Manuel Luna.
La dirección de arte de la película estuvo a cargo de Pierre Schild.

## Sinopsis
Un joven cadete de la marina española está enamorado de una joven estudiante que vive en un internado femenino justo al lado de su academia naval. Los padres de la joven quieren que tenga un matrimonio de conveniencia con un maduro millonario americano, para aprovecharse de su fortuna. Pero al final el amor vencerá.

## Reparto
- Isabel de Pomés
- María Luisa Gerona
- Manuel González
- Manuel Luna
- Luis Peña
- Margarita Robles Menéndez
- Marta Santaolalla
- Felisa Torres